# La Mola (Bonastre)
La Mola és una muntanya de 317 m situada a la divisòria dels termes municipals de Bonastre (Baix Penedès), Creixell i la Pobla de Montornès (Tarragonès).
És el cim més alt de la comarca del Tarragonès. Al cim hi ha un vèrtex geodèsic (referència 271134001).

## Rutes d'ascens
- S'hi pot accedir des de Bonastre. Itinerari senyalitzat (3,4 km): Plaça Major-Torrent de l'Aguilera-Obaga del Maià- enllaç a ruta Bonastresc-el Mallol-La Mola.[3]
- Des de la Pobla de Montornès (4,8 km): Sortida direcció a Castell de Montornès-GR-92-Mas Mercader-Mas Gibert-Pou del Missenguet-La Mola.[4]
- Des de Creixell (8,1 km): Sortida camí asfaltat direcció la Coma-Fondo de la Teuleria-Muntanya Roia-Mas Gibert-Pou del Missenguet-la Mola.
- Des de Roda de Berà (8,6 km): Pista asfaltada direcció la Pobla de Montornès-Barranc de la Teuleria-Mas Mercader-camí del Mas Gibert-La Mola.[5]
- Des del Castell de Montornès (3,5 km): Torrent del Mas Barral-el Bufador-Mas Trunyella-La Mola.

Aquest cim està inclòs al llistat dels 100 cims de la FEEC.